# Thyreus gambiensis
Thyreus gambiensis är en biart som först beskrevs av Cockerell och Andrew S. Y. Mackie 1933.  Thyreus gambiensis ingår i släktet Thyreus och familjen långtungebin. Inga underarter finns listade i Catalogue of Life.